# Taï Forest ebolavirus
Taï Forest ebolavirus (sigla: TAFV) secondo la definizione dell'International Committee on Taxonomy of Viruses (ICTV) è una specie di virus incluso nel genere Ebolavirus, che è parte della famiglia Filoviridae, ordine Mononegavirales.
Precedentemente noto come "ebolavirus della Costa d'Avorio", è stato scoperto per la prima volta tra gli scimpanzé della foresta Tai in Costa d'Avorio, nel 1994. Le autopsie hanno rilevato che il sangue nel cuore era marrone e non sono stati osservati segni evidenti sugli altri organi; una autopsia mostrava polmoni pieni di sangue. Gli studi sui tessuti prelevati dagli scimpanzé hanno mostrato risultati simili ai casi umani durante l'epidemia di Ebola del 1976 nello Zaire e in Sudan. Man mano che venivano scoperti più scimpanzé morti, molti si sono rivelati positivi per all'Ebola usando tecniche molecolari.
Si riteneva che la fonte del virus fosse la carne di colobo rosso occidentale infetto, di cui gli scimpanzé predavano.
Una scienziata che eseguiva le autopsie sugli scimpanzé infetti ha contratto l'Ebola: ha sviluppato sintomi simili a quelli della febbre dengue circa una settimana dopo, ed è stata trasportata in Svizzera per le cure. È stata dimessa dall'ospedale dopo due settimane; si era completamente ripresa sei settimane dopo l'infezione.